# Clapton Chronicles: The Best of Eric Clapton
Clapton Chronicles: The Best of Eric Clapton ist ein Kompilationsalbum des britischen Rockmusikers Eric Clapton. Es erschien am 12. Oktober 1999 unter den Labels Duck und Reprise Records. Auf dem Album sind die bis dahin unveröffentlichten Songs Blue Eyes Blue und (I) Get Lost enthalten.

## Titelliste

### CD
1. Blue Eyes Blue (Warren) – 4:42
2. Change the World (Sims, Kennedy, Kirkpatrick) – 3:55
3. My Father’s Eyes (Clapton) – 5:24
4. Tears in Heaven (Clapton, Jennings) – 4:33
5. Layla (Unplugged) (Clapton, Gordon) – 4:37
6. Pretending (Williams) – 4:43
7. Bad Love (Clapton, Jones) – 5:14
8. Before You Accuse Me (McDaniel) – 3:57
9. It’s in the Way That You Use It (Clapton, Robertson) – 4:11
10. Forever Man (Williams) – 3:11
11. Running on Faith (Unplugged) (Williams) – 6:26
12. She’s Waiting (Clapton, Robinson) – 4:58
13. River of Tears (Clapton, Climie) – 7:21
14. (I) Get Lost (Clapton) – 4:21
15. Wonderful Tonight (Live) (Clapton) – 5:27
16. Tearing Us Apart (Clapton, Phillinganes) – 4:17 mit Tina Turner

### Videoalbum
1. Forever Man (Williams) – 5:27
2. Pretending (Williams) – 4:43
3. Bad Love (Clapton, Jones) – 5:14
4. Wonderful Tonight (Live) (Clapton) – 9:16
5. Tears in Heaven (Clapton, Jennings) – 4:33
6. Layla (Unplugged) (Clapton, Gordon) – 4:37
7. Running on Faith (Live) (Williams) – 6:26
8. Motherless Child (Robert Hicks) – 2:57
9. Change the World (Sims, Kennedy, Kirkpatrick) – 3:35
10. My Father’s Eyes (Clapton, Climie) – 5:24
11. Pilgrim (Clapton, Climie) – 5:50
12. Blue Eyes Blue (Warren) – 4:24

## Rezeption und Charts
Allmusic-Kritiker Stephen Thomas Erlewine vermerkte, dass dem Album kein „Clapton-Megahit aus 80ern und 90ern“ fehle und es ein „exzellentes Kompliment an Unplugged und Timepieces“ sei. Er vergab insgesamt vier der fünf möglichen Bewertungseinheiten für das Album.
Die Kompilation erreichte Platz drei der deutschen Albumcharts und verblieb 25 Wochen in den Charts. In Österreich platzierte sich das Album auf Rang eins der Ö3 Austria Top 40. Im Vereinigten Königreich und der Schweiz erreichte das Kompilationsalbum Platz sechs bzw. fünf. In den Vereinigten Staaten positionierte sich das Album auf Platz 20 der Billboard 200.

## Auszeichnungen für Musikverkäufe

### Album
| Land/Region                  | Auszeichnungen für Musikverkäufe (Land/Region, Auszeichnung, Verkäufe) | Verkäufe  |
| ---------------------------- | ---------------------------------------------------------------------- | --------- |
| Argentinien (CAPIF)          | Platin                                                                 | 60.000    |
| Australien (ARIA)            | 2× Platin                                                              | 140.000   |
| Brasilien (PMB)              | Gold                                                                   | 50.000    |
| Deutschland (BVMI)           | Platin                                                                 | 300.000   |
| Finnland (IFPI)              | Gold                                                                   | 38.062    |
| Hongkong (IFPI/HKRIA)        | Platin                                                                 | 20.000    |
| Italien (FIMI)               | Gold                                                                   | 50.000    |
| Japan (RIAJ)                 | 2× Diamant                                                             | 2.000.000 |
| Kanada (MC)                  | Platin                                                                 | 100.000   |
| Malaysia (RIM)               | Gold                                                                   | 25.000    |
| Mexiko (AMPROFON)            | 2× Platin                                                              | 500.000   |
| Neuseeland (RMNZ)            | Platin                                                                 | 15.000    |
| Norwegen (IFPI)              | Gold                                                                   | 25.000    |
| Österreich (IFPI)            | Platin                                                                 | 50.000    |
| Singapur (RIAS)              | Platin                                                                 | 15.000    |
| Schweden (IFPI)              | Platin                                                                 | 80.000    |
| Schweiz (IFPI)               | Gold                                                                   | 25.000    |
| Spanien (Promusicae)         | 2× Platin                                                              | 200.000   |
| Taiwan (RIT)                 | Gold                                                                   | 25.000    |
| Vereinigte Staaten (RIAA)    | Platin                                                                 | 1.000.000 |
| Vereinigtes Königreich (BPI) | 2× Platin                                                              | 600.000   |
| Insgesamt                    | 7× Gold · 17× Platin · 2× Diamant ·                                    | 5.318.062 |

Hauptartikel: Eric Clapton/Auszeichnungen für Musikverkäufe

### Videoalbum
| Land/Region       | Auszeichnungen für Musikverkäufe (Land/Region, Auszeichnung, Verkäufe) | Verkäufe |
| ----------------- | ---------------------------------------------------------------------- | -------- |
| Australien (ARIA) | Platin                                                                 | 15.000   |
| Insgesamt         | 1× Platin ·                                                            | 15.000   |

Hauptartikel: Eric Clapton/Auszeichnungen für Musikverkäufe